# René-Louis Baire
René-Louis Baire (París, 21 de enero de 1874-Chambéry, 5 de julio de 1932), fue un matemático francés notable por sus trabajos sobre continuidad de funciones, los números irracionales y el concepto de límite.
Se doctoró en 1899 con una importante tesis sobre las propiedades de las funciones continuas. En 1902 obtuvo la cátedra en la Universidad de Montpellier, y en 1905 en la de Dijon.
En su carrera, condicionada por su frágil salud, Baire alternó la investigación universitaria con la enseñanza en los liceos. Realizó un número limitado de publicaciones, aunque de notable relevancia: diversas estructuras topológicas llevan su nombre.
Entre sus trabajos, merece la pena destacar Théorie des nombres irrationels, des limites et de la continuité (1905), y Leçons sur les théories générales de l'analyse (1908). Este último se convirtió en un clásico de la didáctica del análisis matemático.